# Галактики Маркаряна

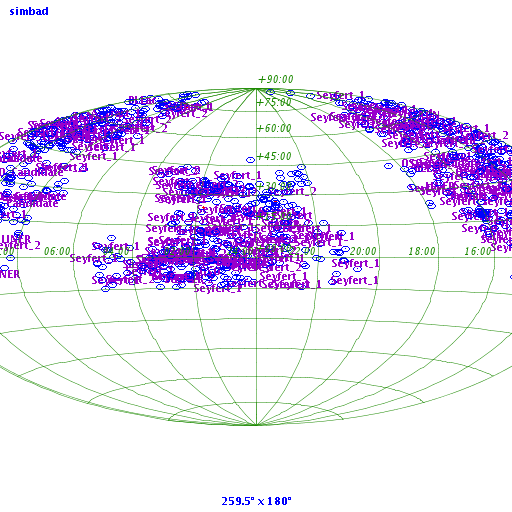
Карта неба, показывающая расположение галактик Маркаряна. Белая полоса возникает вследствие экранирования нашей Галактикой.

Гала́ктики Маркаря́на — класс галактик, обладающих ядром с избыточным количеством ультрафиолетового излучения. В. Е. Маркарян обратил внимание на данные галактики в 1963 году. Ядра подобных галактик имеют голубой цвет, связанный со звёздами спектральных классов от O до A. Цвет ядра не соответствует цвету остальной части галактики. В спектре присутствуют области непрерывного излучения, являющегося, по заключению Маркаряна, нетепловым. Значительная доля таких галактик обладает эмиссионными линиями в спектре, что связано с протеканием процессов с высокой энергией. В каталоге Маркаряна объекты имеют обозначения вида "Маркарян ####" ("Markarian ####"), зачастую обозначение сокращают до Mrk, Mkr, Mkn, реже Ma, Mk, Mark.

## История
В 1964 году В.Е. Маркарян решил заняться поиском галактик с подобными свойствами. Первый Бюраканский Обзор был начат в 1965 году в Бюраканской астрофизической обсерватории. Наблюдения проводились на 102-см телескопе системы Шмидта. Целью создания обзора был поиск галактик с избыточным количеством ультрафиолетового излучения. Малая дисперсия призм (180 нм/мм) позволяла не перепутать галактическое ядро с другими объектами. Применяемая оптика позволила проводить классификацию галактик до видимой звёздной величины 17,5. В списках насчитывалось около 70 галактик с ультрафиолетовым континуумом; подобные галактики стали называть галактиками Маркаряна. В дальнейших списках количество галактик возросло до 302 к 1969 году. В рамках обзора наблюдения проводились до 1978 года, при этом были получены спектры для галактик в высоких галактических широтах. Анализ пластинок и выбор объектов завершился в 1980 году. В 12 последующих статьях количество галактик Маркаряна в списке было увеличено до 1500.
Список галактик, названный «Первый Бюраканский Обзор»,  был издан в 1986 году и насчитывал упомянутые выше 1500 галактик и 32 галактики с номерами от 9001 до 9032. В 1989 году был издан расширенный список с 1515 объектами.
В 2005 году был создан «Второй Бюраканский обзор» (SBS, SBSSS, BSS, MrkII, Markarian II), включавший более слабые объекты и насчитывавший  3563 объекта в 1863 галактиках (SBSG) и 1700 звёзд (SBSS); 761 галактик являются галактиками с активными ядрами (155 сейфертовских галактик, 596 квазаров, 10 блазаров).

## Характеристики
Каталоги галактик включают названия, координаты, спектральные классы, видимые размеры и морфологические типы галактик. Обозначение для ядер галактик: s, если ядро по виду напоминает звезду, d, если ядро диффузное, ds или sd для промежуточной формы. Цифра 1, 2 или 3 обозначает сильное, промежуточное или слабое ультрафиолетовое излучение. Буква "e" добавляется, если видны эмиссионные линии. Для 11 галактик голубые звёзды переднего плана создают ультрафиолетовый избыток излучения, поэтому в реальности данные галактики не принадлежат рассматриваемому классу. Другой проблемой является повторное упоминание галактик, при котором Mrk 107 является Mrk 20, Mrk 1318 является Mrk 49, Mrk 890 является Mrk 503.
Различные объекты каталога включают сейфертовские галактики, галактики со вспышками звездообразования, области H II, активные ядра галактик, лацертиды и квазары. Некоторые объекты представляют собой гигантские сияющие области ионизованного водорода, включая  Mrk 59, 71, 86b, 94, 256b, 404, 489b, 1039, 1236, 1315 и 1379a. Другие галактики обладают чёрными дырами, выбрасывающими горячий газ в виде джетов. Многие галактики обладают переменным блеском.
В сейфертовской галактике Markarian 315, а также в галактике NGC 4490 (Кокон), выявлено двойное ядро.

## Галерея

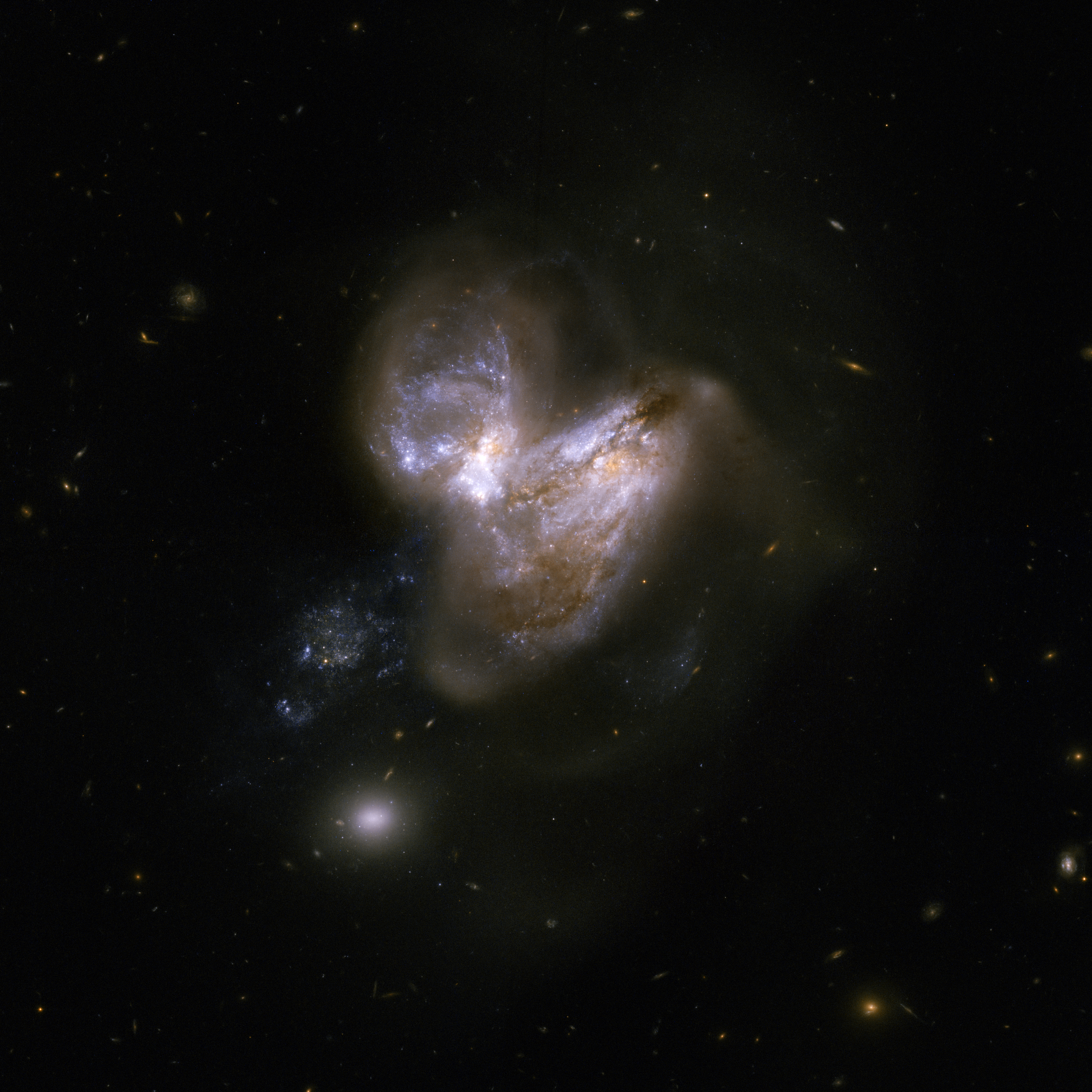
171
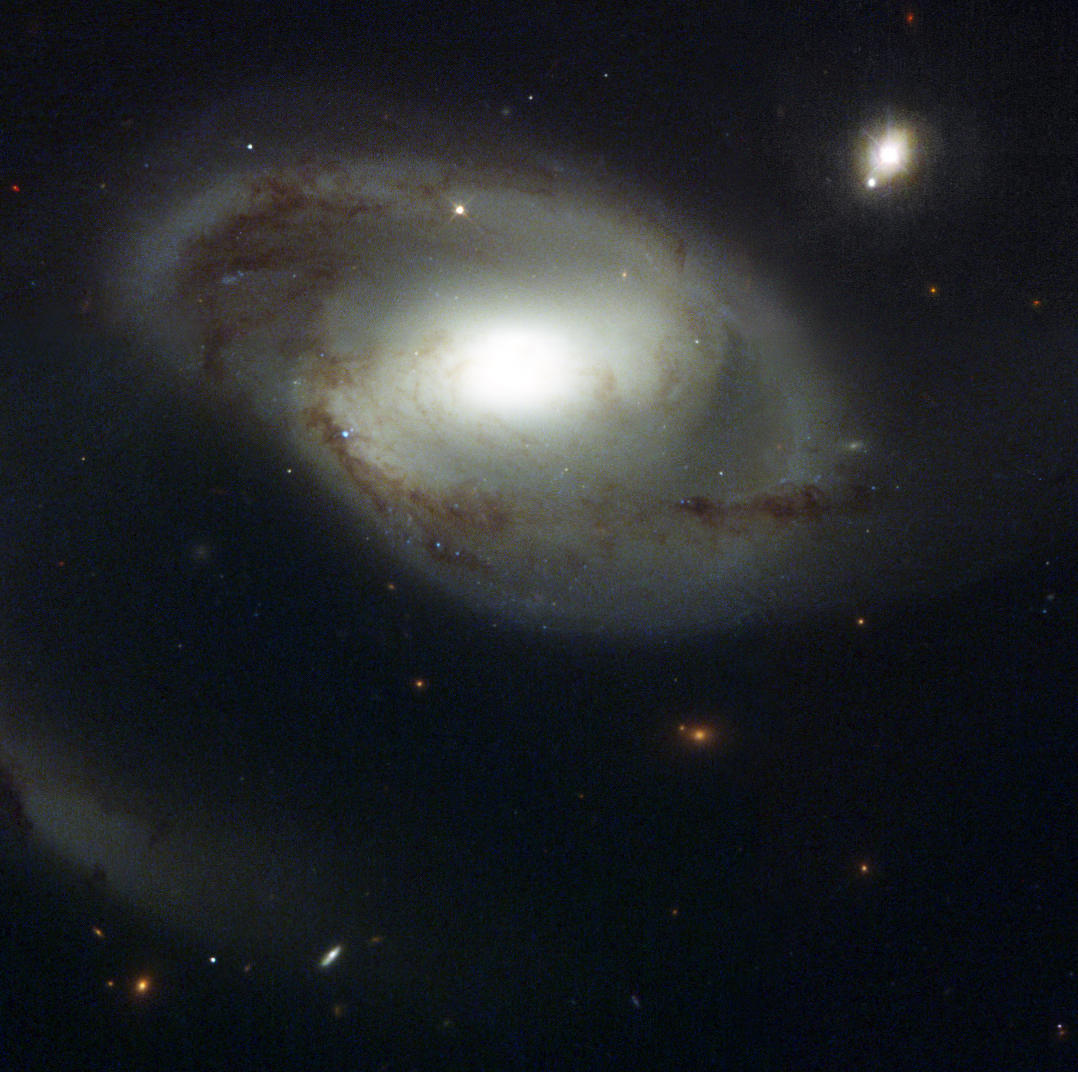
205
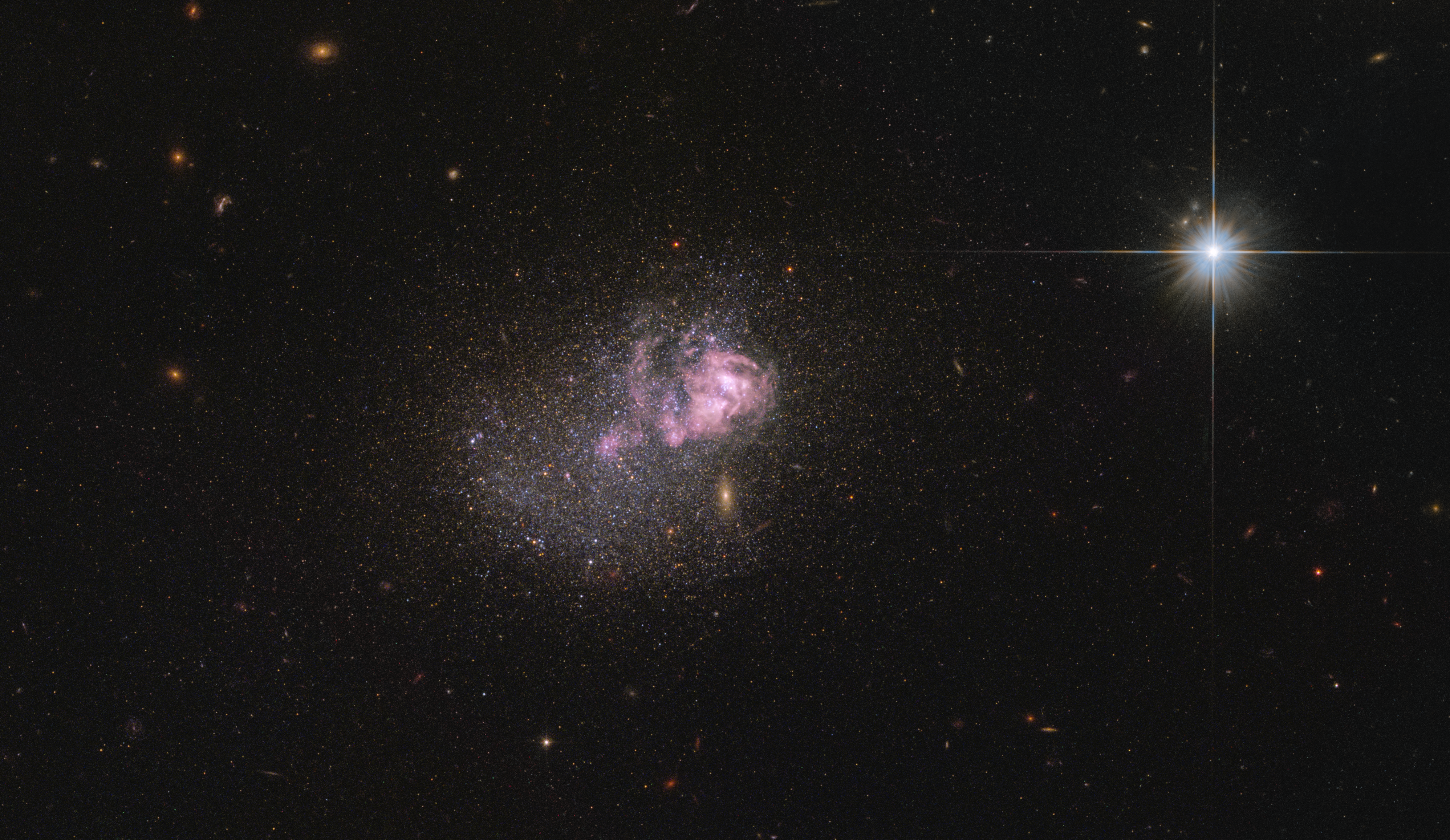
209
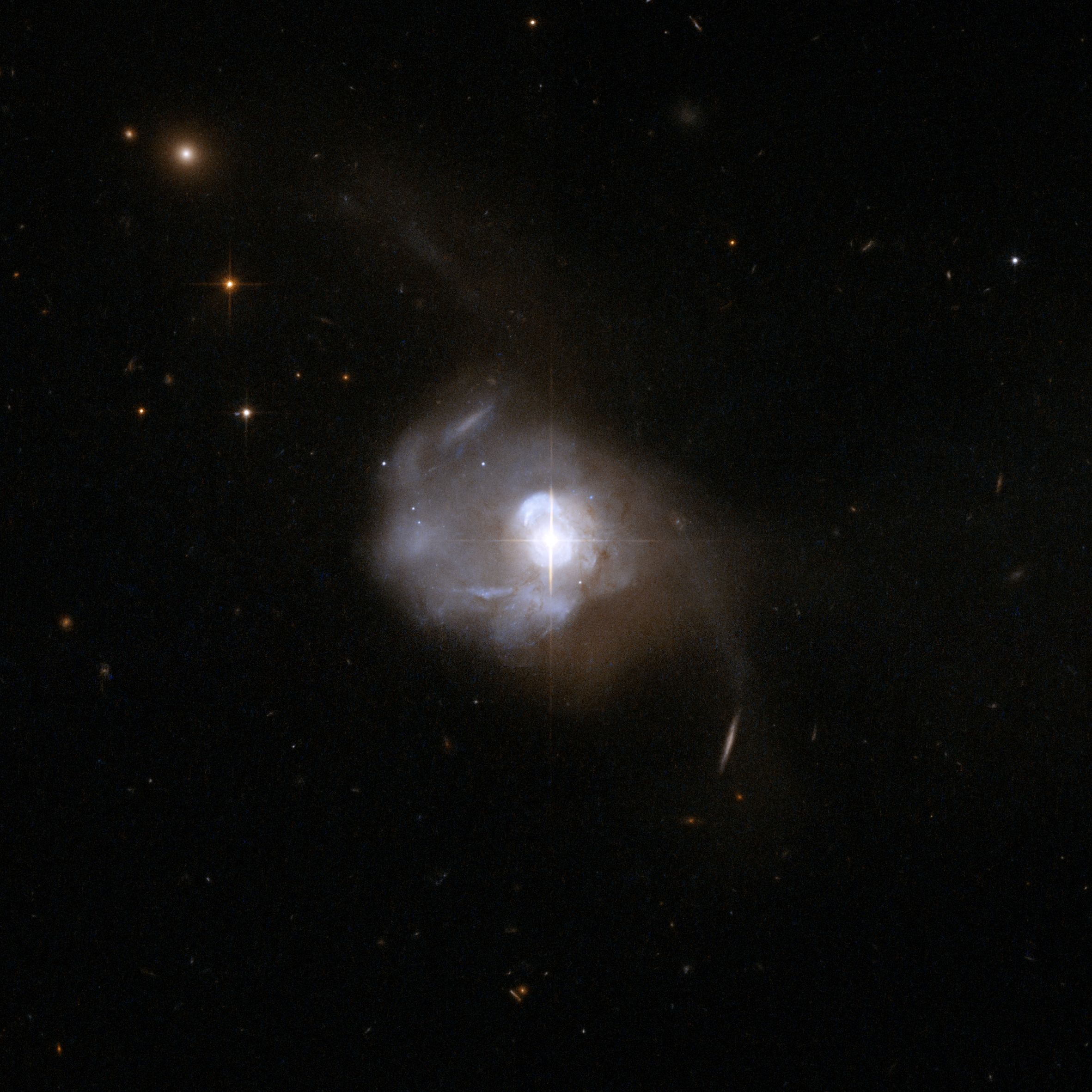
231
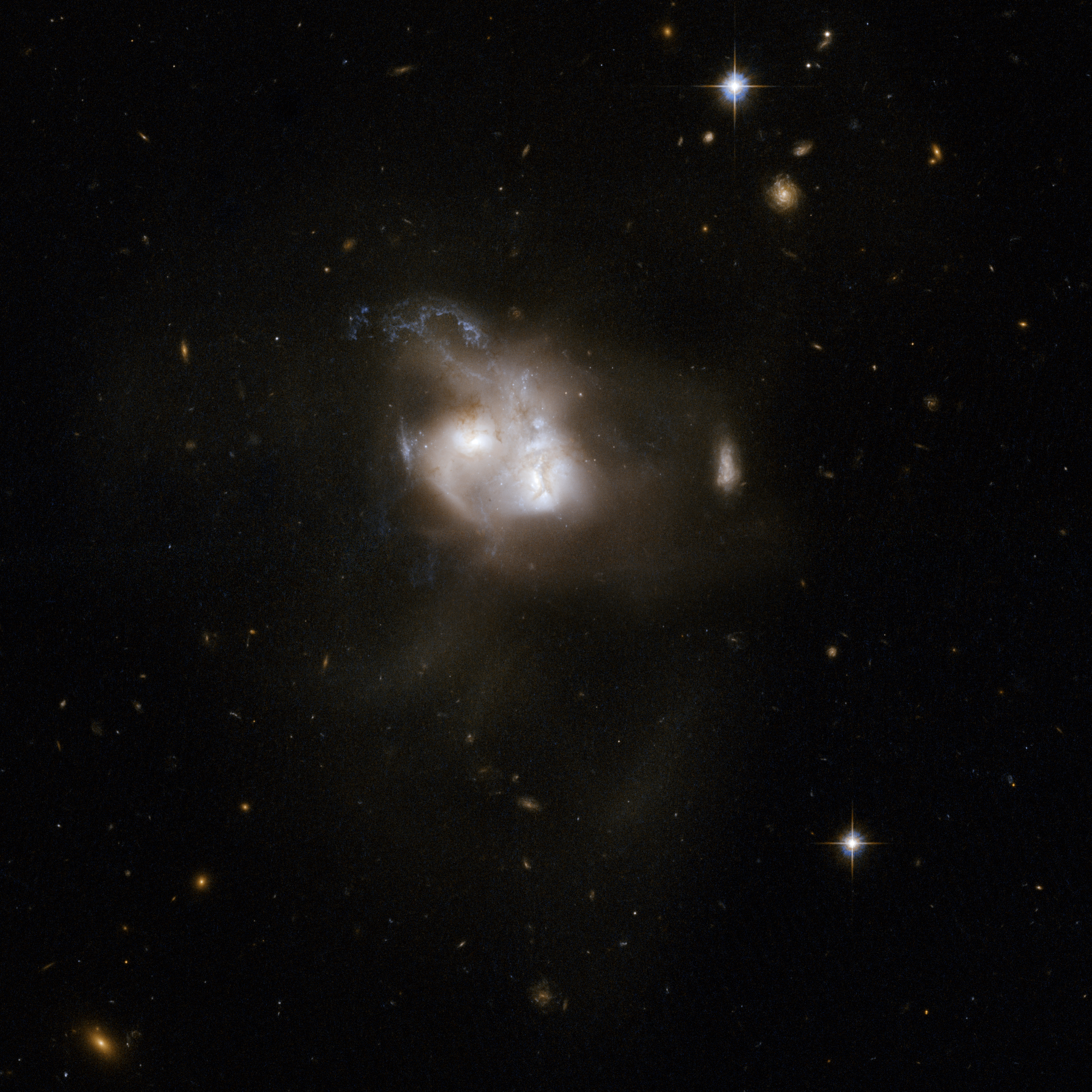
266
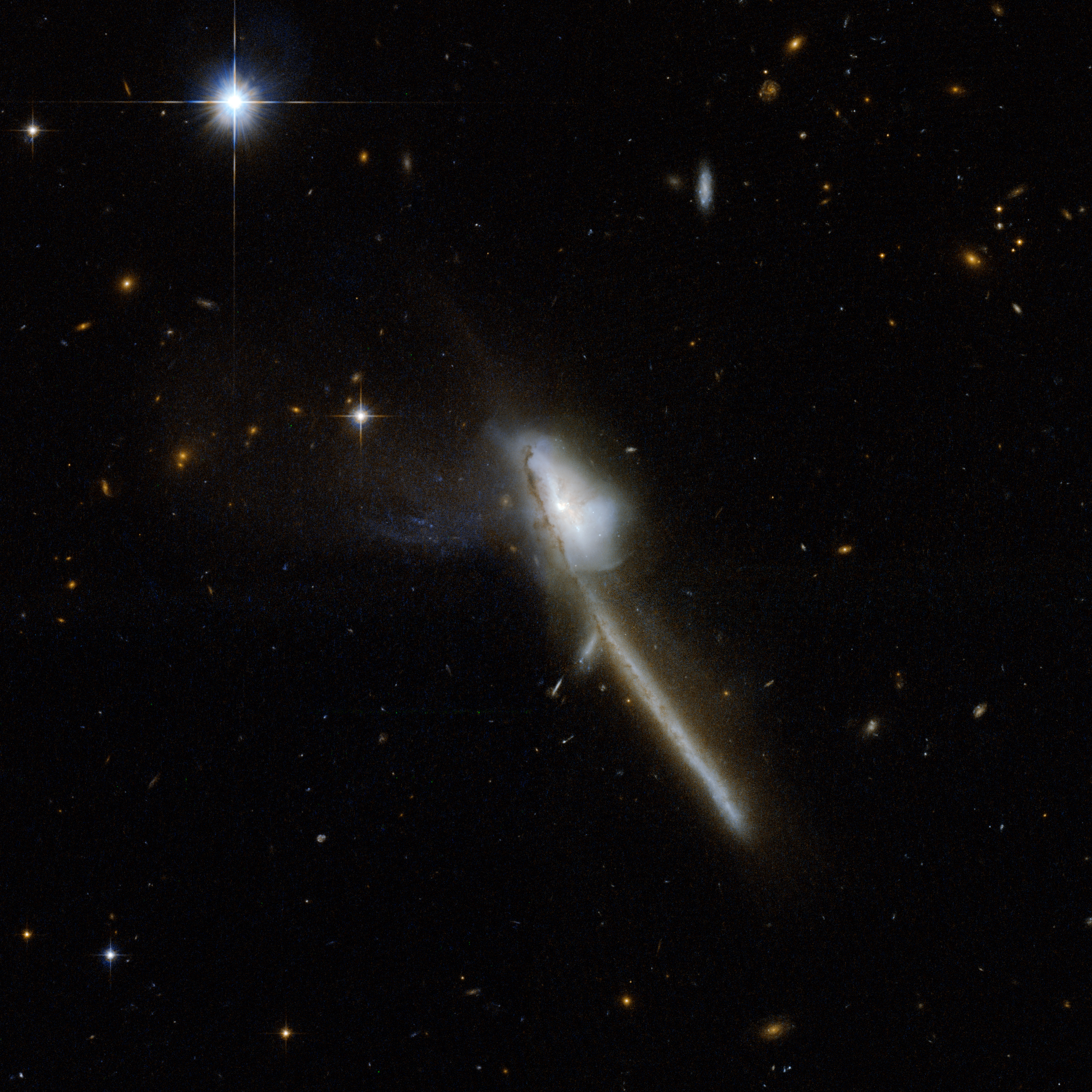
273
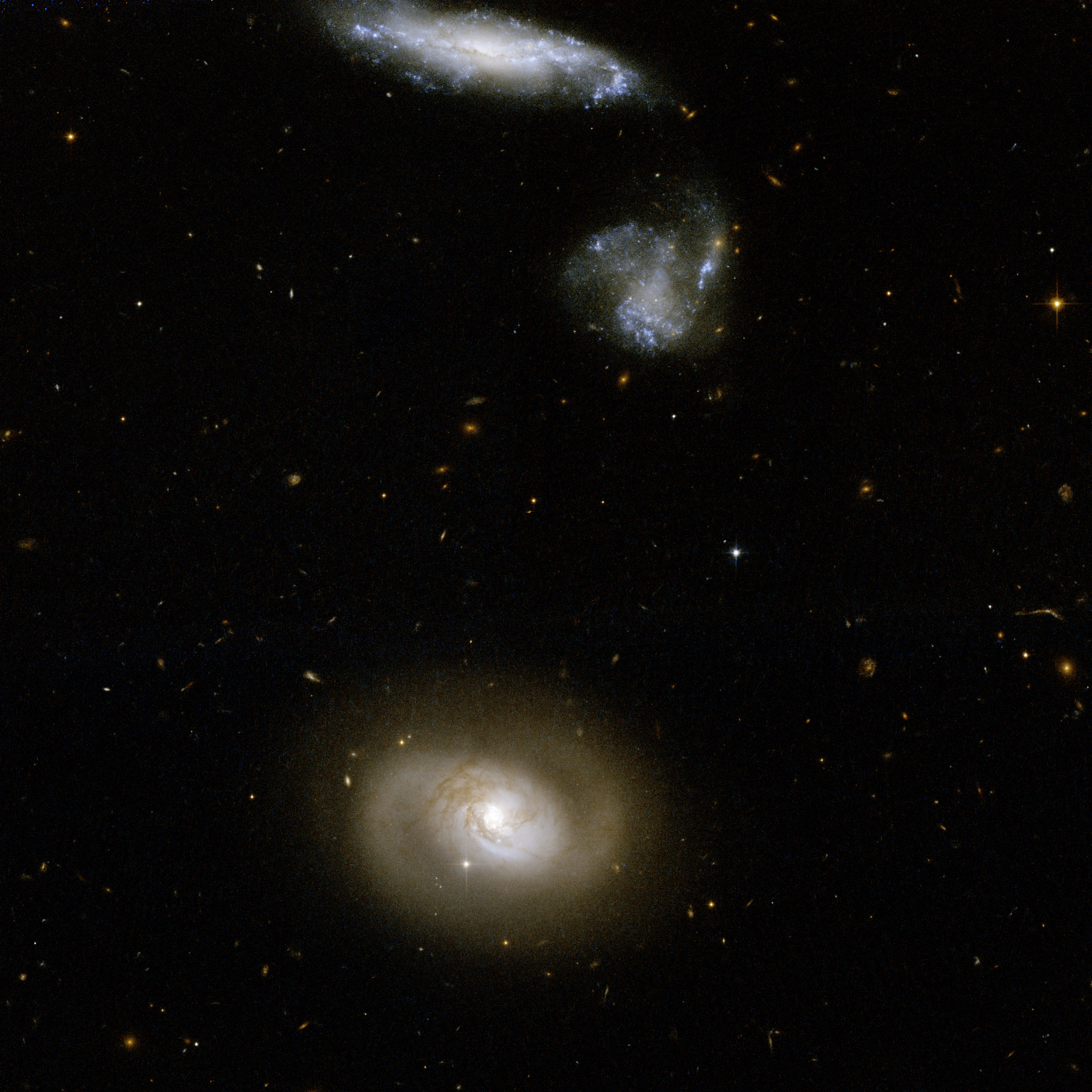
331
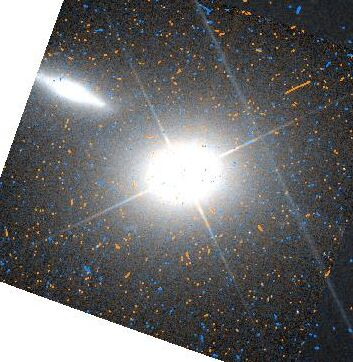
421
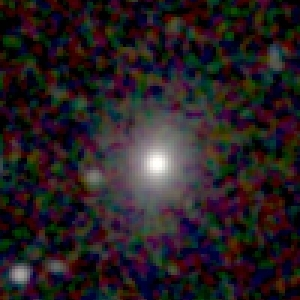
501
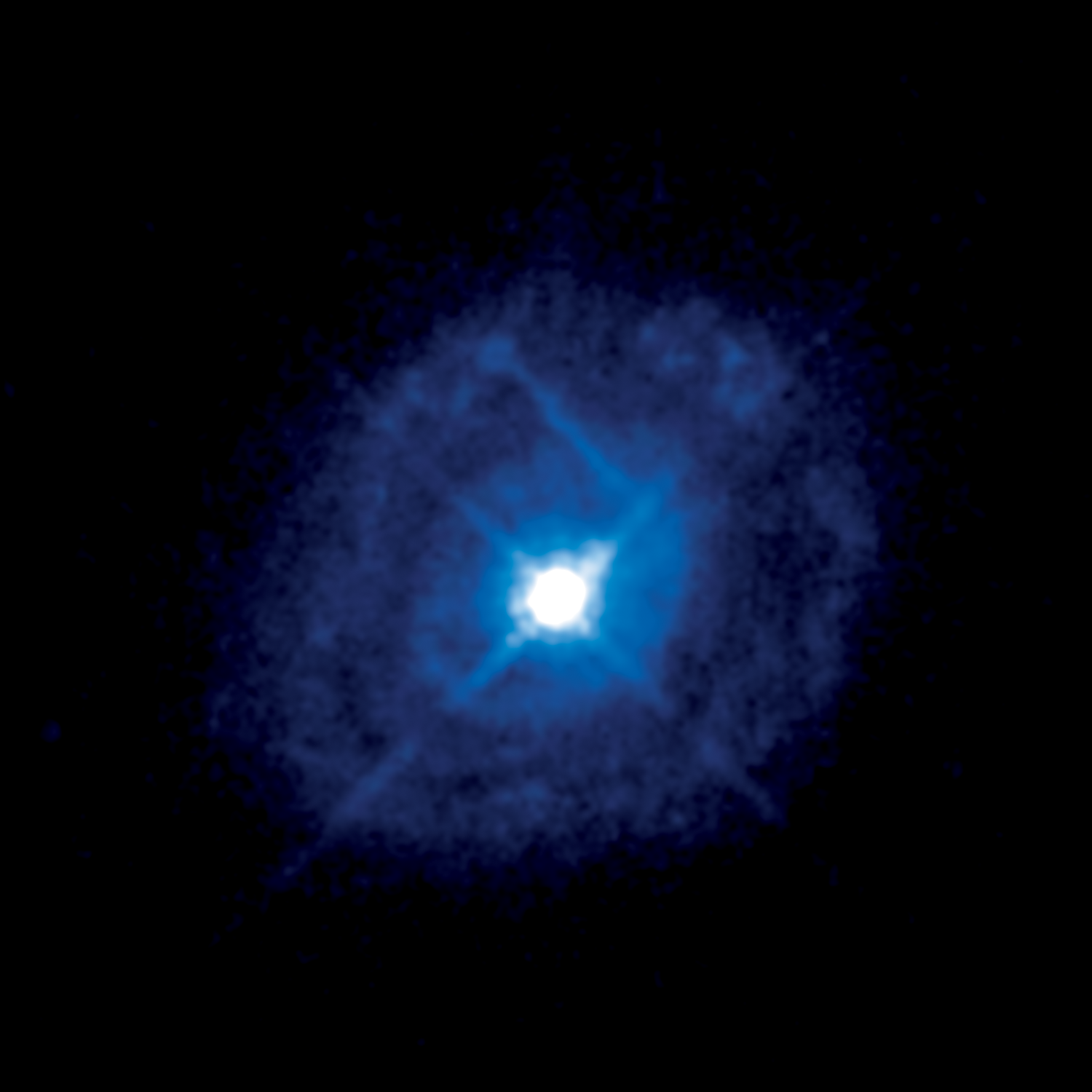
509
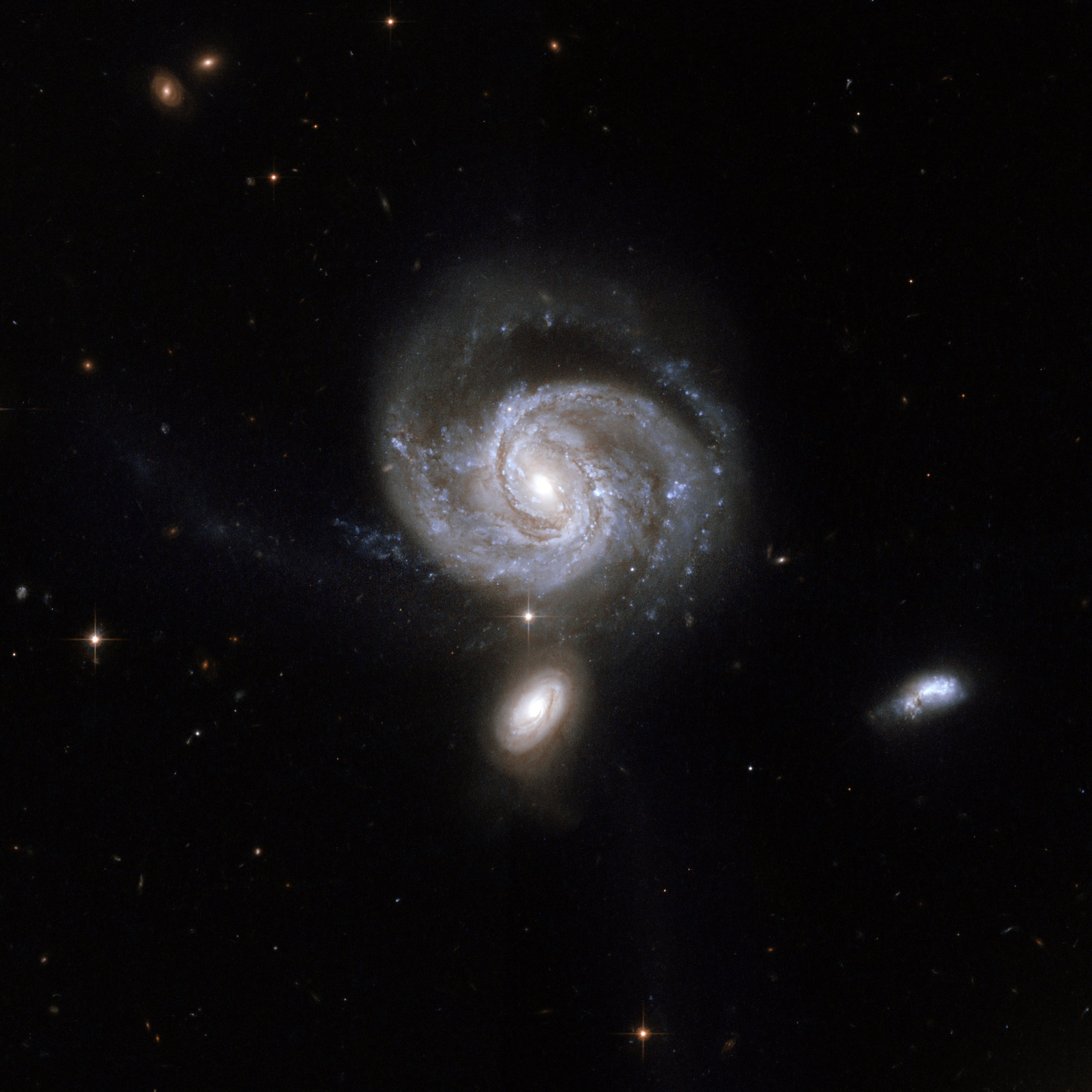
533
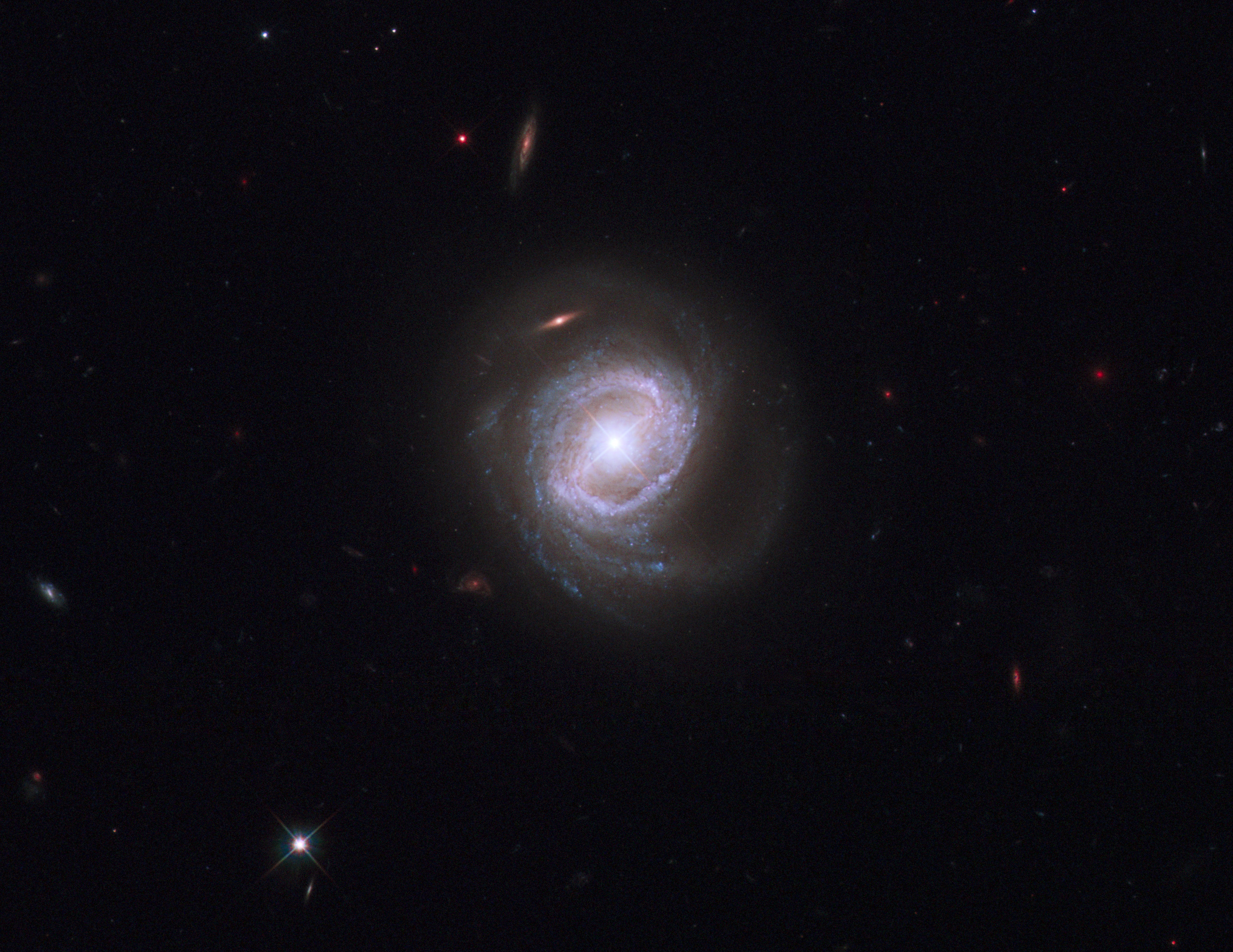
817
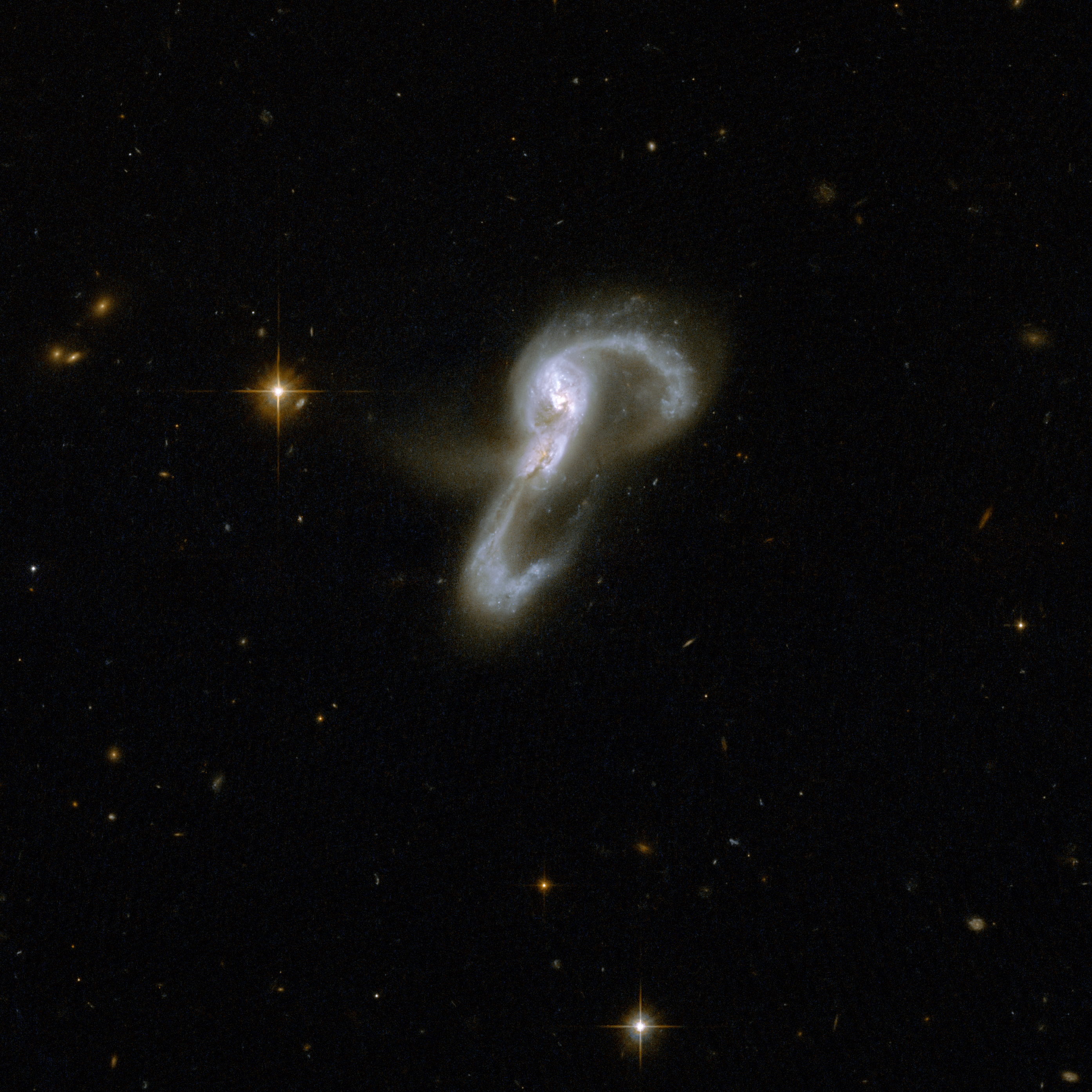
848